# Fliegerfaust
A Fliegerfaust (magyarul: „pilótaököl”, vagy „repülőgép ököl”), más néven Luftfaust (magyarul: „légiököl”) egy német nem irányított, többcsövű légvédelmirakéta-vető volt, melyet arra terveztek, hogy földi célpontokat támadó ellenséges repülőgépeket semmisítsenek meg vele. Ez volt az első hordozható légvédelmi eszköz.

## Jellemzői
1944-ben tervezték a Hugo Schneider AG (HASAG) vállalatnál Lipcsében. A Luftfaust két különböző változatban készült.
Az első változat, a Fliegerfaust A, négy 2 cm-es csővel rendelkezett. Ezek 2 cm-es 90 g tömegű tölteteket tüzeltek, melyből 19 g volt a robbanóanyag. A meghajtásról egy kicsi szilárd hajtóanyagú rakétahajtómű gondoskodott.
A második változat, a Fliegerfaust B ("Luftfaust") hosszabb, illetve további öt, így 9 csővel rendelkezett. A fegyver 150 cm hosszú és 6,5 kg tömegű volt. Az első 4 lövedéket minden második csőből egyszerre tüzelte, a fennmaradó mennyiséget 0,1 másodperces késleltetéssel, elkerülve a töltetek önmegsemmisítését.
Egy hatcsövű 3 cm-es prototípus is készült.

## Harci alkalmazása
A Fliegerfaust nem volt sikeres fegyver, mivel kicsi volt a hatásos lőtávolsága, ami a töltetek nagy szórásából adódott. A tervezett 500 méteres hatótávolságot soha sem érte el. Habár 1945-ben nagy mennyiséget rendeltek a fegyverből (10 000 darab rakétavetőt és 4 millió rakétát), mindössze 80 fegyvert vetettek be harcban.

## Fordítás
- Ez a szócikk részben vagy egészben  a   Fliegerfaust című angol Wikipédia-szócikk ezen változatának fordításán alapul.  Az eredeti cikk szerkesztőit annak laptörténete sorolja fel. Ez a jelzés csupán a megfogalmazás eredetét és a szerzői jogokat jelzi, nem szolgál a cikkben szereplő információk forrásmegjelöléseként.